# Ренан (футболист)
Рена́н А́бнер ду Ка́рмо де Оливе́йра (порт.-браз. Renan Abner do Carmo de Oliveira; род. 8 мая 1997, Санту-Андре, Сан-Паулу) — бразильский футболист, нападающий клуба «Сараево».

## Клубная карьера
В 2017 году переехал в Словакию, где подписал контракт с «ВиОном». Дебютировал в словацкой Суперлиге 23 июля 2017 года в победном (2:1) домашнем поединке 1-го тура против «Ружомберока». Ренан вышел на поле на 90-й минуте, заменив Петера Оравика. В высшей лиге словацкого футбола сыграл в 4-х матчах, во всех случаях выходил из скамьи для запасных (суммарно на футбольном поле провел 17 минут). Вторую часть сезона 2017/18 годов провел на родине, в нижелоговом клубе «Сан-Бернарду».
В преддверии старта сезона 2018/19 годов вернулся в Европу, подписав контракт с мальтийским клубом «Моста». В новом коллективе дебютировал 24 августа 2018 года в победном (2:0) выездном поединке 2-го тура мальтийской Премьер-лиги против «Сенгли Атлетик». Де Оливейра вышел на поле в стартовом составе и отыграл весь матч. Дебютным голом за новую команду отличился 21 октября 2017 года на 4-й минуте проигранного (1:2) домашнего поединка 7-го тура Премьер-лиги против «Слимы Уондерерс». Ренан вышел на поле в стартовом составе и отыграл весь матч. За первую часть сезона сыграл 9 матчей в Премьер-лиге, в 8 из которых выходил в стартовом составе, также отличился 2-ю голами. Во время зимнего перерыва в чемпионате присоединился к перволиговому мальтийскому клубу «Сан-Джуанн», в 12 матчах чемпионата отличился десятыми голами.
11 июля 2019 подписал 3-летний контракт с ФК «Львов». Дебютировал в футболке «горожан» 30 июля 2019 года в победном (2:1) выездном поединке 1-го тура Премьер-лиги против черниговской «Десны». Ренан вышел в стартовом составе и отыграл весь матч. Всего за сезон в футболке «сине-золотых львов» успел отыграть в 30 официальных матчах и забить при этом 9 голов, после чего в сентябре 2020 года был отдан в аренду в португальском «Жил Висенте», после возвращения снова играл за «Львов».
В сентябре 2021 года на правах свободного агента перешёл в «Колос (Ковалёвка)». В начале 2022 года отдан в аренду в «Жальгирис», с которым в 2022 году стал чемпионом и лучшим бомбардиром чемпионата Литвы (17 голов), а также завоевал Кубок Литвы.